# Abchazsko-ruská státní hranice

Mapa Abcházie

Abchazsko-ruská státní hranice je státní hranice mezi mezinárodně neuznanou Abcházií a Ruskem. Z pohledu států, které neuznávají existenci samostatné Abcházie, jde o úsek gruzínsko-ruské státní hranice. Táhne se v délce 255,4 km. Velká část hranice probíhá po řece Psou (která po celém svém toku tvoří státní hranici). U ústí Psou do Černého moře se nachází hraniční přechod.